# Уит, Питер
Пи́тер Уи́т (англ. Peter Withe; род. 30 августа 1951, Ливерпуль) — английский футболист. Играл за сборную Англии.

## Карьера
Начал карьеру в клубе «Саутпорт» и некоторое время играл за малоизвестные клубы из низших дивизионов. В 1973 году перешёл в «Вулверхэмптон», но игроком основы так и не стал, сыграв за 2 сезона 17 матчей. В 1975 году подписал контракт с американским клубом «Портлэнд Тиберс», где показал высокий результат забив 17 мячей в 22 матчах. В том же году начал выступать за «Бирмингем Сити». В 1976 перешёл в «Ноттингем Форест» с которым в 1978 году стал чемпионом. С 1978 по 1980 играл за Ньюкасл. В 1980 году был куплен «Астон Виллой» за 400000 фунтов, что по тем временам было очень дорого. С «Астон Виллой» он второй раз выиграл чемпионат Англии в сезоне 1980/1981 года. В том же сезоне забив 20 мячей он стал лучшим бомбардиром чемпионата вместе со Стивом Арчибальдом.В 1982 году помог выиграть «Астон Вилле» Кубок Европейских Чемпионов. Он забил на 69 минуте единственный гол в финальном матче против «Баварии». В 1983 году выиграл Суперкубок. Также становился лучшим бомбамдиром своего клуба в сезонах
1981/1982 и 1983/1984. В период выступления за «Астон Виллу» 11 играл за сборную Англии, в составе которой ездил на чемпионат Мира 1982 года в Испании. В 1985 году перешёл в «Шеффилд Юнайтед». Затем играл за «Хадерсфилд Таун».

## Тренерская карьера
Тренировал сборные Таиланда (1998—2002) и Индонезии (2004—2007). С тайцами дважды побеждал на чемпионатах АСЕАН (2000 и 2002), а с Индонезией стал вице-чемпионом (2004). Руководил Индонезией на домашнем Кубке Азии 2007.

## Достижения

### Как игрок
- Чемпион Англии (2): 1978/1979, 1980/1981
- Победитель Кубка Европейских Чемпионов: 1982
- Победитель Суперкубка УЕФА: 1983
- Лучший бомбамдир сезона 1980/1981

### Как тренер
- Чемпион АСЕАН 2000 и 2002